# Акиртава, Иван Чипсович
Иван Чипсович Акиртава (1937, с. Мгудзырхуа, Гудаутский район, Абхазская АССР — 19 декабря 1986) — советский и абхазский композитор, музыкальный педагог и музыковед

. Заслуженный работник культуры Абхазской АССР (1971)

## Биография
Родился с. Мгудзырхуа в музыкальной семье, отец играл на апхьярце и владел искусством изготовления данного музыкального инструмента.
С детства увлекался хоровым пением
1957—1960 — обучение в Сухумском музыкальном училище, одновременно — солист Государственного ансамбля песни и танца Абхазии (вокалист, инструменталист).
1960—1966 — Руководитель хора художественной самодеятельности Сухумской 10-й СШ им. Н. А. Лакоба.
Студент хоро-дирижёрского факультета Музыкального педагогического Института им. Гнесиных (педагог А. А. Юрлов)
1963—1967 — одновременно директор музыкальной школы в Новом Афоне, Ткуарчале, Очамчыре.
Руководитель Очамчырского районного хора (1969). Выступление хора собирают огромные аудитории (в селе Лыхны выступление хора слушала 30 тыс. человек)
Образование завершает в Тбилисской консерватории им. В. Сараджишвили (1968—1970).
Активный участник создания хоровой капеллы в Абхазии (1970).
1975—1986 — Преподаватель Сухумского музыкального училища (хоровое отделение).
Умер в 1986 году.

## Музыкальные сочинения
Особой популярностью пользовались песни «О Родине», «О мире», «Шуточная-любовная» и др.
автор более 30 песен, музыки к хореографическим постановкам, радиоинсценировки «Кяхба Хаджарат», большинство которых были изданы студией звукозаписи «Мелодия».

## Награды
- Заслуженный работник культуры Абхазской АССР (1971)